# Rickson Mansiamina
Luyindula Rickson Mansiamina, född 9 juli 1997 i Huddinge, är en svensk fotbollsspelare som spelar för Storskogens SK.

## Karriär
Mansiamina började spela fotboll som sexåring i Enskede IK. Därefter spelade han för Bagarmossen Kärrtorp BK, innan han som 11-åring gick över till Hammarby IF. 2011 valde han att gå över till AIK.
Mansiamina tävlingsdebuterade för AIK:s A-lag i Svenska cupen den 5 mars 2016 i en 2–1-vinst över Falkenbergs FF, där han byttes in i den 84:e minuten mot Eero Markkanen. Den 13 april 2016 skrev Mansiamina på ett treårskontrakt med AIK och blev samtidigt utlånad till finländska Helsingfors IFK över hela säsongen. Han spelade totalt nio matcher i Tipsligan för Helsingfors.
I mars 2017 meddelade AIK att man återigen skulle låna ut Mansiamina under säsongen, denna gång till Gais som skulle spela i Superettan. Totalt spelade han sju ligamatcher, varav tre från start. I juli 2017 lånades Mansiamina ut till Syrianska FC för resten av säsongen. I april 2018 lånades Mansiamina ut till division 2-klubben Vasalunds IF. Efter säsongen 2018 fick Mansiamina inte förlängt kontrakt med AIK.
I maj 2019 skrev Mansiamina på för division 2-klubben Enskede IK. I augusti 2019 gick han till IFK Haninge. Efter säsongen 2019 lämnade Mansiamina klubben. I augusti 2020 skrev Mansiamina på för Karlslunds IF. I augusti 2021 återvände han till IFK Haninge.
I september 2023 skrev Mansiamina på för Täby FK. 2024 spelade han för Storskogens SK i division 5.